# Секст Юлий Цезарь (квестор 48 года до н. э.)
Се́кст Ю́лий Це́зарь (лат. Sextus Julius Caesar; убит весной 46 года до н. э., провинция Сирия) — римский квестор 48 года до н. э., военачальник, родственник Гая Юлия Цезаря.

## Семья
Секст родился в патрицианской семье из рода Юлиев. Был сыном фламина Секста Юлия Цезаря и внуком консула 91 года до н. э., носившего  такое же имя.

## Карьера
В 57 году до н. э. Гай Юлий Цезарь сделал его фламином Quirinalis. В 49 году в качестве военного трибуна принял капитуляцию помпеянского легата в Испании Марка Теренция Варрона. В 48 году был квестором. В июле 47 года он путешествовал из Александрии в Тарс, а затем стал правителем Сирии, где готовил план военной кампании против парфян. Весной 46 года часть армии под руководством Квинта Цецилия Басса подняла восстание и убила Секста.